# Yaser Kasim
Yaser Kasim (arab. ياسر قاسمur, ur. 10 maja 1991 w Bagdadzie) – iracki piłkarz posiadający także brytyjskie obywatelstwo, występuje na pozycji pomocnika w drużynie Northampton Town.

## Kariera piłkarska
Yaser Kasim od najmłodszych lat gra w piłkę na Wyspach Brytyjskich. Był on juniorem londyńskiego Tottenhamu. Stamtąd, w 2011 roku, za darmo przeszedł do swojego pierwszego seniorskiego klubu w karierze - do Brighton & Hove Albion. Nie grał tam jednak prawie w ogóle, więc w 2012 zdecydował się na wypożyczenie do Luton Town. W występującym wówczas w Conference National (5. poziom rozgrywkowy w Anglii) Luton zanotował 11 występów i strzelił jednego gola. W styczniu 2013 jednak wypożyczenie zostało zakończone. Niecały miesiąc później 8 lutego, udał się na kolejne wypożyczenie, tym razem do Macclesfield Town. Po 5 występach w tej drużynie, drużyny ponownie zakończyły wypożyczenie Irakijczyka. 2 sierpnia 2013 roku definitywnie odszedł z Brightonu, a jego nowym pracodawcą została drużyna Swindon Town, przygotowująca się wówczas do sezonu w League One (3. poziom rozgrywkowy w Anglii). Już w pierwszym sezonie w tym klubie wywalczył sobie miejsce w pierwszym składzie - w lidze wybiegł na boisko 37 razy, dwukrotnie strzelając oraz trzykrotnie asystując przy trafieniach swoich kolegów. Jego drużyna wówczas zajęła w tabeli 8. miejsce, nieco tracąc do miejsc, które by gwarantowały grę w playoffach o Championship. W następnym sezonie znów miał pewne miejsce w pierwszym składzie. Wystąpił w 35 spotkaniach i znowu strzelając 2 bramki oraz zaliczając 3 asysty. Tym razem Swindon zajęło 4. pozycję i udało się wskoczyć do baraży o wyższą ligę. W półfinale pokonali w dwumeczu Sheffield United, jednak w finale zdecydowanie polegli - przegrali 4:0 z Preston North End.  Kasim zagrał w tym meczu pełne 90 minut, notując na swoim koncie żółtą kartkę. W sezonie 15/16 zanotował 27 występów, strzelając jedną bramkę i notując 4 asysty. Jego Swindon jednak nie mogło zaliczyć tego sezonu do udanych - w porównaniu do dwóch poprzednich sezonów przyszedł spory regres, przez który znaleźli się dopiero na 15. pozycji w tabeli League One. W sezonie 16/17, jak się okazało ostatnim w barwach Swindon, zanotował 20 występów, 2 gole i jedną asystę. Był to fatalny sezon w wykonaniu drużyny Kasima - zajęli dopiero 22. lokatę, przez co spadli do niższej ligi - do League Two.. 4 lipca 2017 roku został zawodnikiem Northampton Town. Kasim jednak grał tylko na początku sezonu, później nie dawał rady przebić się do pierwszego składu. Zdążył zanotować 6 występów, w tym jedną asystę.

## Kariera reprezentacyjna
Kasim w reprezentacji Iraku zadebiutował 5 marca 2014 roku w meczu eliminacyjnym do Pucharu Azji 2015 przeciwko reprezentacji Chin. Mecz zakończył się wygraną Iraku 3:1. Kasim zagrał całe spotkanie. Natomiast pierwszego gola w kadrze zdobył 17 listopada 2014 roku w zremisowanym 1:1 meczu z reprezentacją Omanu podczas Pucharu Zatoki Perskiej 2014. Znalazł się w kadrze Iraku na Puchar Azji 2015, gdzie wystąpił we wszystkich spotkaniach poza meczem półfinałowym z reprezentacją Korei Południowej. Irakijczycy ostatecznie zajęli na tym turnieju 4. miejsce.
Stan na 28 lipca 2018
| Reprezentacja | Rok     | Mecze | Bramki |
| ------------- | ------- | ----- | ------ |
| Irak          | 2014    | 6     | 1      |
| Irak          | 2015    | 11    | 2      |
| Irak          | 2016    | 1     | 0      |
| Irak          | 2018    | 1     | 0      |
| Ogólnie       | Ogólnie | 19    | 3      |